# Chiesa di Santa Maria Assunta (Caltignaga)
La chiesa di Santa Maria Assunta, nota anche con il titolo chiesa di Maria Vergine Assunta, è la parrocchiale di Caltignaga, in provincia e diocesi di Novara; fa parte dell'unità pastorale di Suno-Momo. 

## Storia
L'originaria chiesa caltignaghese sorse tra il 1175 e il 1200, anche se la prima citazione che ne attesta la presenza risale al 1347.
Dalla relazione della visita pastorale del 1596 del vescovo di Novara Carlo Bascapè si apprende che la chiesa era costituita da un'unica navata e che l'abside presentava delle antiche pitture di fattura non eccezionale. Nel XVIII secolo la parrocchiale venne interessata da un intervento di rifacimento, finanziato dal conte Giuseppe Brentani, in occasione del quale si provvide a sopraelevare i muri perimetrali della navata e dell'abside e a costruire le cappelle laterali e le volte; l'edificio fu poi rimaneggiato nel 1840.

## Descrizione

### Esterno
La facciata a capanna della chiesa, rivolta a ponente, è tripartita da quattro lesene ioniche, poggianti su un alto basamento e sorreggenti la trabeazione e il timpano di forma triangolare, presenta al centro il portale d'ingresso lunettato e una specchiatura, mentre ai lati vi sono due ulteriori specchiature e altrettante nicchie ospitanti delle statue.
È inoltre visibile l'antica abside romanica, caratterizzata da contrafforti ed abbellita da archetti pensili.
Annesso alla parrocchiale è il campanile a base quadrata, la cui cella presenta su ogni lato una monofora affiancata da lesene ed è coperta dal tetto a quattro falde.

### Interno
L'interno dell'edificio si compone di un'unica navata, sulla quale si affacciano sei cappelle laterali; al termine dell'aula si sviluppa il presbiterio, a sua volta chiuso dall'abside.
Qui sono conservate diverse opere di pregio, tra le quali il crocefisso ligneo, a cui i caltignaghesi sono molto devoti, i quindici medaglioni dei Misteri del Rosario, la statua della Madonna del Rosario e una raffigurazione della Vergine Assunta assieme agli Apostoli.